# Airstars

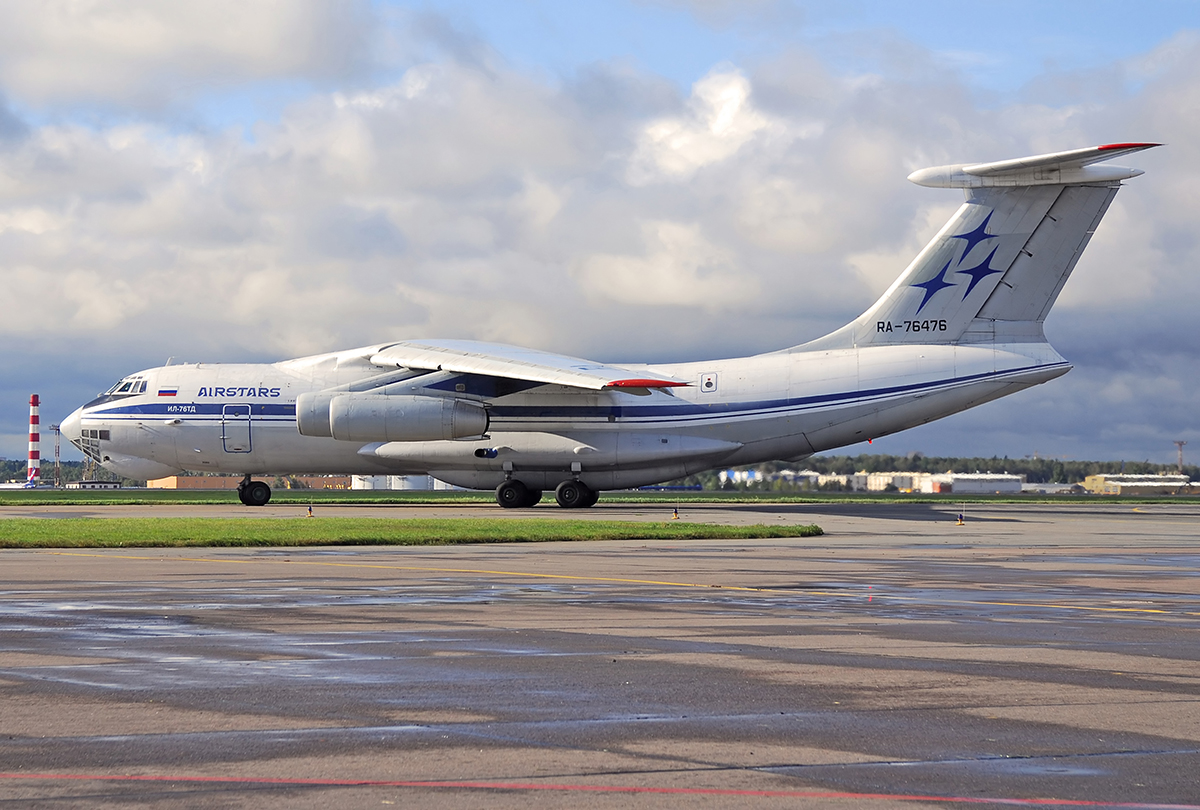
Een Iljoesjin Il-76 van Airstars op de Luchthaven Sjeremetjevo.

Airstars (Russisch: АЭРОСТАРЗ авиакомпания; AEROSTARZ aviakompania) of Skystars is een Russische luchtvaartmaatschappij met Moskou als basis. Vanuit de Russische hoofdstad worden regelmatige vrachtlijndiensten onderhouden naar China terwijl ook ad hoc vrachtcharters worden uitgevoerd.

## Geschiedenis
In 2000 is Aerostarz of Skystars opgericht in Moskou met als basis de luchthaven Domodedovo. In hetzelfde jaar is de naam gewijzigd in Airstars om meer tegemoet te komen aan het internationale karakter van de maatschappij.

## Diensten
Airstars voert vrachtvluchten uit vanaf Moskou naar Jinan, Tianjin, Shenyang en Shijiazhuang in China (juli 2007).

## Vloot
De vloot bestaat uit de volgende vliegtuigen: (juli 2007)
- 2 Ilyushin IL-76TD
- 1 Ilyushin IL-62M